# گلوریا لورینگ
گلوریا لورینگ (انگلیسی: Gloria Loring؛ زادهٔ ۱۰ دسامبر ۱۹۴۶) یک هنرپیشه، و خواننده اهل ایالات متحده آمریکا است. وی از سال ۱۹۶۱ میلادی تاکنون مشغول فعالیت بوده است.